# استیو بیکس
استیو بیکس (انگلیسی: Steve Beeks؛ زادهٔ ۱۰ آوریل ۱۹۷۱) بازیکن فوتبال اهل بریتانیا است.
از باشگاه‌هایی که در آن بازی کرده‌است می‌توان به باشگاه فوتبال ووکینگ، باشگاه فوتبال استاینز تاون، باشگاه فوتبال بیزینگ‌استوک تاون، و باشگاه فوتبال آلدرشات تاون اشاره کرد.